# マイカンマー
マイカンマー (独: Maikammer) はドイツ連邦共和国 ラインラント＝プファルツ州ズュートリヒェ・ヴァインシュトラーセ郡の町村。マイカンマー連合自治体 (独: Verbandsgemeinde Maikammer) の行政庁所在地となっている。
ドイツワイン街道沿いの街で、ノイシュタットの南約5kmに位置する。